# شهرستان کاسپیچان
شهرستان کاسپیچان (به بلغاری: Kaspichan Municipality) یک شهرستان در بلغارستان است که در استان شومن واقع شده‌است. شهرستان کاسپیچان ۲۷۵٫۰۶ کیلومتر مربع مساحت و ۸٬۸۷۱ نفر جمعیت دارد.